# Youssef Bouchatta
Youssef Bouchatta (en arabe : يوسف بوشاتا), né le 19 juillet 1990 à Tétouan (Maroc) est un footballeur marocain évoluant dans le club du Moghreb de Tétouan. Il joue au poste de latéral droit.

## Biographie
Il remporte la Botola Pro lors des saisons 2011/2012 et 2013/2014 avec le Moghreb de Tétouan.
Ces succès lui permettent de participer à la Ligue des champions d'Afrique.

## Palmarès
| Wydad de Fès \| - Championnat du Maroc (2) : - Champion : 2011-12 et 2013-14. \| |
| - Championnat du Maroc (2) : - Champion : 2011-12 et 2013-14.                    |